# 農業環境技術研究所

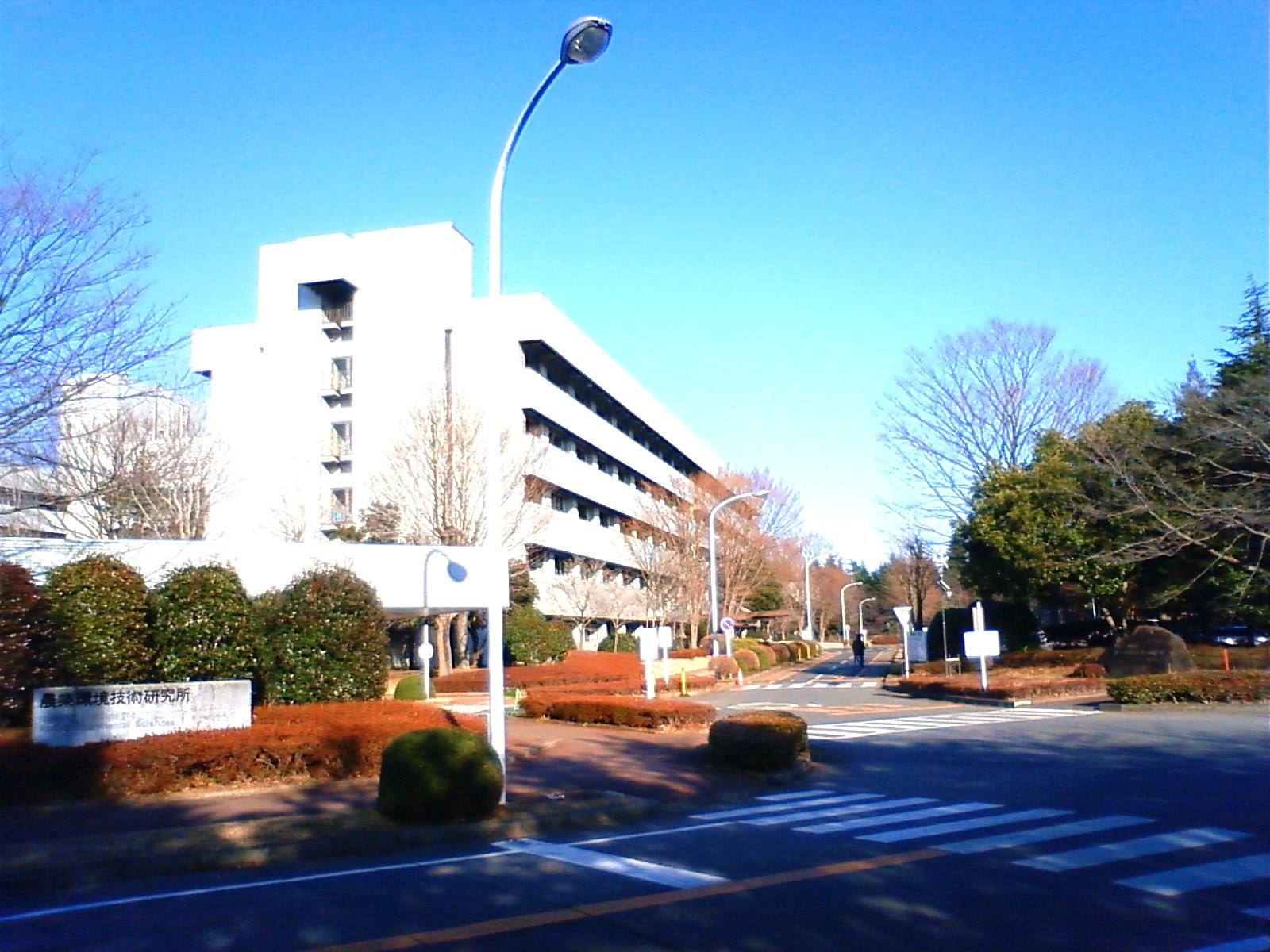
農業環境技術研究所本館

国立研究開発法人農業環境技術研究所（のうぎょうかんきょうぎじゅつけんきゅうじょ、英語: National Institute for Agro-Environmental Sciences、NIAES）は、かつて存在した茨城県つくば市観音台三丁目にあった、農林水産省所管の国立研究開発法人。
農業環境技術研究所は、「農業生産の対象となる生物の生育環境に関する技術上の基礎的な調査及び研究等を行うことにより、その生育環境の保全及び改善に関する技術の向上に寄与すること」を目的としていた。（国立研究開発法人農業環境技術研究所法第3条）

## 概要
- 所在：茨城県つくば市観音台三丁目1番地3
- 理事長：宮下清貴

## 沿革
- 1893年（明治26年） - 農商務省に農事試験場を設置。
- 1950年（昭和25年） - 農事試験場、畜産試験場、園芸試験場を統合し、農業技術研究所を設置。
- 1983年（昭和58年） - 農林水産省農業技術研究所を農業環境技術研究所、農業生物資源研究所、農業研究センターに改組。
- 2001年（平成13年） - 特定独立行政法人化。
- 2006年（平成18年） - 非特定独立行政法人化。
- 2015年（平成27年）4月 - 「独立行政法人農業環境技術研究所」から「国立研究開発法人農業環境技術研究所」に名称変更。
- 2016年 (平成28年) 4月 - 農業・食品産業技術総合研究機構と統合され、廃止となった。